# Rijksstad Wissembourg
Wissembourg (Duits: Weißenburg) was een tot de Boven-Rijnse Kreits behorende rijksstad binnen het Heilige Roomse Rijk.
In de tweede helft van de zevende eeuw werd de benedictijner abdij Wissembourg gesticht. Naast deze abdij ontstond een voor het eerst in 1187 vermelde nederzetting Wissembourg. Deze plaats maakte zich langzamerhand los van de abdij. In 1354 trad de stad toe tot de Tienstedenbond hoewel de keizer pas in 1442 de eed van trouw aan de abt ophief.
Het Verdrag van Münster van 1648 leverde de stad een onduidelijke status op: enerzijds gaf paragraaf 73 de landvoogdij Haguenau met de daarbij horende rechten over de stad aan Frankrijk, anderzijds verplichtte Frankrijk zich in paragraaf 87 om de rijksvrije status van de stad te respecteren. De steden Landau en Wissembourg hebben vergeefs geprobeerd het verdragsontwerp te wijzigen met als argument dat de steden niet behoorden tot de Elzas, maar tot de Speyergau. In 1674 bezette Lodewijk XIV van Frankrijk echter de rijksstad. Vervolgens werd de stad in het kader van de reunionspolitiek in 1680 door Frankrijk geannexeerd. In de Vrede van Rijswijk van 1697 erkenden de Europese mogendheden de inlijving van de rijksstad.